# Baby by Me
"Baby By Me" é o segundo single oficial do rapper 50 Cent para o seu quarto álbum de estúdio Before I Self Destruct, sucedindo Ok, You're Right. Ele foi lançado comercialmente em 10 de setembro de 2009. A canção foi produzidaa por Polow Da Don e escrita por 50 Cent e Ne-Yo, este último que faz uma participação especial na música. O single contém samples de I Get Money, do próprio 50. O vídeo clip da música também conta com a participação especial da ex-Destiny's Child, Kelly Rowland.

## Paradas musicais
| Parada (2009)                        | Posição topo |
| ------------------------------------ | ------------ |
| Australian Singles Chart             | 24           |
| Austrian Singles Chart               | 56           |
| Brazilian Hot 100 Airplay            | 37           |
| Canadian Hot 100                     | 53           |
| European Hot 100 Singles             | 32           |
| French Digital Singles Chart         | 33           |
| German Singles Chart                 | 26           |
| Irish Singles Chart                  | 27           |
| Portugal Singles Top 50              | 22           |
| Swiss Singles Chart                  | 43           |
| UK Singles Chart                     | 17           |
| UK R&B Singles Chart                 | 9            |
| U.S. Billboard Hot 100               | 28           |
| U.S. Billboard Hot R&B/Hip-Hop Songs | 7            |
| U.S. Billboard Rap Songs             | 3            |